# Spyridon Trikoupis
Spiridon Trikoupis (tiếng Hy Lạp: Σπυρίδων Τρικούπης) (20 tháng 4 năm 1788 – 24 tháng 2 năm 1873) là một chính khách, nhà ngoại giao, tác giả và diễn giả người Hy Lạp. Ông là Thủ tướng Hi Lạp đầu tiên (1833) và là thành viên của chính phủ lâm thời của Hy Lạp kể từ năm 1826.
Ông sinh ra tại Missolonghi và là con của tổng giám mục Ioannis Trikoupis. Sau khi học tập tại Paris và Luân Đôn, ông trở thành thư ký riêng cho Frederick North, 5th Earl of Guilford, Governor quần đảo Ionia.
Trong chiến tranh giành độc lập Hi Lạp, ông nắm giữ nhiều chức vụ hành chính và ngoại giao quan trọng. Ông là thành viên của chính phủ lâm thời năm 1826, thành viên của hội nghị quốc gia tại Troezen năm 1827, và là chủ tịch hội đồng và bộ trưởng vụ đối ngoại vào năm 1832. Ông được chỉ định làm Thủ tướng đầu tiên của Hi Lạp vào năm 1833. Ông đảm đương chức vụ đại sứ Hi Lạp tại Luân Đôn ba lần (1835–1838, 1841–1843 và 1850–1861), và vào năm 1850 là phái viên tới Paris.
Bài diễn văn phúng điếu dành cho bạn của ông Lord Byron, đọc tại cathedral của Missolonghi vào năm 1824 được dịch ra nhiều thứ tiếng. Một bộ sưu tập các bài diễn văn tôn giáo và chính trị được xuất bản ở Paris vào năm 1836. Ông là tác giả của Istoria tis Ellinikis Epanastaseos (Luân Đôn, 1853–1857), viết về lịch sử cách mạng Hi Lạp. Ông là ba của Charilaos Trikoupis, cũng đồng thời là Thủ tướng Hi Lạp.